# 2MASS J01291221+3517580
2MASS J01291221+3517580 ist ein Brauner Zwerg im Sternbild Andromeda. Er wurde 1999 von J. Davy Kirkpatrick et al. entdeckt und gehört der Spektralklasse L4 an.